# Bilharz (Mondkrater)
Bilharz ist ein Einschlagkrater auf dem Erdmond. Er liegt im östlichen Teil des Mare Fecunditatis, nordwestlich des auffallenden Kraters Langrenus. Er ist der größte Krater einer Dreiergruppe, die er mit Atwood im Osten und Naonobu im Nordosten bildet. Alle drei wurden früher als Satellitenkrater von Langrenus angesehen.
Das Innere von Bilharz wurde von basaltischer Lava überflutet, die einen ebenen Kraterboden nahezu ohne auffallende Markierungen mit Ausnahme einiger Mikrokrater hinterließ. Eine zentrale Erhebung fehlt. Der Kraterrand ist kreisförmig und zeigt nur leichte Erosionsspuren.
Der Krater wurde als Langrenus F bezeichnet, ehe er 1976 von der IAU seinen jetzigen Namen erhielt.